# Raïon Krasnoarmeïski (oblast de Tcheliabinsk)
Le raïon Krasnoarmeïski (en russe : Красноармейский район, Krasnoarmeïski raïon, en français: arrondissement de l'Armée rouge) est une subdivision administrative de l'oblast de Tcheliabinsk, en Russie européenne. Son centre administratif est le village de Miasskoïe, fondé en 1736 comme forteresse.

## Géographie
Le raïon se trouve dans l'Oural, au nord-est de l'oblast, le long de la limite avec l'oblast de Kourgan. Plusieurs lacs s'y trouvent comme le lac Kourlady, le lac Sougoïak...

## Histoire
Le chef-lieu administratif du raïon, Miasskoïe, est fondé en 1736, comme fortin sur le chemin de la forteresse d'Orenbourg, nouvellement construite. Le raïon comprend des villages fondés depuis longtemps, comme Brodokalmak ou Rousskaïa Tetcha.
Le raïon a été érigé le 13 janvier 1941, recevant son territoire du raïon Sosnovski et du raïon de Chtchoutchie,  et d'un territoire relevant auparavant de la municipalité de Kopeïsk. 
Le 12 octobre 1959, le raïon de Brodokalmak rejoint le raïon Krasnoarmeïski.

## Économie
Une part prépondérante de l'économie repose sur l'agriculture qui produit du lait, des légumes, des pommes de terre (20 % de la production de l'oblast). Quelques gisements minéraux complètent le tableau des ressources du raïon.

## Administration
La raïon est subdivisé en quinze municipalités regroupant un total de 79 localités.
| №  | Municipalité                      | Centre            | Nombre de localités | Population (2002) |
| -- | --------------------------------- | ----------------- | ------------------- | ----------------- |
| 1  | Municipalité d'Alabouga           | Alabouga          | 6                   | 1865              |
| 2  | Municipalité de Balandino         | Balandino         | 4                   | 1163              |
| 3  | Municipalité de Bieriozovskoïe    | Oktiabrski        | 10                  | 3088              |
| 4  | Municipalité de Brodokalmak       | Brodokalmak       | 5                   | 4460              |
| 5  | Municipalité de Doubrovka         | Doubrovka         | 3                   | 1502              |
| 6  | Municipalité de Kanachievo        | Kanachievo        | 7                   | 4831              |
| 7  | Municipalité de Koziriovskoïe     | Koziriovskoïe     | 4                   | 2586              |
| 8  | Municipalité de Lazourni          | Lazourni          | 9                   | 3156              |
| 9  | Municipalité de Dougovoï          | Dougovoï          | 5                   | 1205              |
| 10 | Municipalité de Miasskoïe         | Miasskoïe         | 4                   | 10344             |
| 11 | Municipalité d'Oziornoïe          | Oziornoïe         | 5                   | 2181              |
| 12 | Municipalité de Rousskaïa Tietcha | Rousskaïa Tietcha | 4                   | 1799              |
| 13 | Municipalité de Sougoïak          | Sougoïak          | 4                   | 1874              |
| 14 | Municipalité de Tierienkoul       | Tierienkoul       | 2                   | 756               |
| 15 | Municipalité de Choumovo          | Choumovo          | 7                   | 2743              |